# 객주 (드라마)
《객주》는 KBS 2TV에서 방영되었던 한국방송공사 월화드라마이다.

## 기획 의도
조선말엽 보부상들의 상업정신과 생활을 통해서 우리민족의 드라마

## 제작진
- 극본 : 이철향, 김항명
- 연출 : 이윤선, 전세권

## 출연진
- 권기선
- 서인석
- 안병경
- 김인태
- 민지환
- 남일우
- 이종만
- 김성겸
- 염복순
- 정진
- 이형준
- 한혜숙
- 이동주
- 이계영
- 김성환
- 황민
- 강양례
- 윤덕용
- 황범식
- 이원종
- 이대로
- 김종결
- 박규식
- 안대용
- 김해권
- 박정웅
- 강만희
- 유승봉
- 장순천